# Full of Hate
No – pierwszy mini-album grupy The Berzerker. Wydano go w roku 1996.
Twórcą jest DJ Luke Kenny, zaś gatunek to gabber, gatunek muzyki hardcore techno. W utworach użyto wielu sampli i tricków perkusyjnych. W "No?" gościnnie udziela się muzyk z Speedfreak.

## Lista utworów
1. "No? (Aussie Ambient Dub Mix)" - (03:54)
2. "Koala, Fish, Mutant, Bird" - (03:56)
3. "Final Sacrifice" - (04:15)
4. "Full of Hate" - (04:30)
5. "Special Message for Lenny" - (00:35)